# 太平洋不動産
太平洋不動産株式会社（たいへいようふどうさん）は、東京都新宿区に本社を置く、不動産賃貸業・売買仲介業などを行う会社である。太平洋セメントの関連会社。
地元資本中心で設立されたが、浅野泰治郎（浅野総一郎(2代目)）の出資により、浅野セメント（現在の太平洋セメントの前身の一つ）を中核とする浅野財閥の鉄道部門の一社となった。かつては戦時買収による国有化を経て東日本旅客鉄道（JR東日本）の路線となっている南武線を建設・開業し、および五日市線を買収により運営していた鉄道事業者で、当時は南武鉄道株式会社という社名であった。また、2014年までは「新宿パークホテル」を運営していたが、同年3月に閉館した。
なお、神奈川県に本社を置く同名の不動産会社とは無関係である。

## 沿革

### 鉄道事業者時代

南武鉄道社紋

- 1919年（大正8年）5月5日 - 秋元喜四郎ら13人が多摩川砂利鉄道敷設免許申請書を出願[2]。
- 1920年（大正9年）
  - 1月29日 - 多摩川砂利鉄道発起人に免許状が下付[2]。
  - 3月1日 - 創立事務所を東京市麹町区内幸町に設置し、社名を南武鉄道に変更する旨を届出[3]。
- 1921年（大正10年）3月29日 - 南武鉄道株式会社設立[4][5]。
- 1923年（大正12年）9月 - 浅野泰治郎（後の二代目浅野総一郎）が南武鉄道の株式50000株を取得し筆頭株主となり[6][7]、浅野財閥入り。
- 1924年（大正13年）6月 - 本社を発祥地の東京都より南武鉄道沿線の神奈川県橘樹郡御幸村（7月に川崎町・大師町と合併して川崎市となる）に移転[8]。
- 1927年（昭和2年）3月9日 - 南武鉄道線の最初の開業区間、川崎駅 - 登戸駅間他が開業。
- 1929年（昭和4年）12月11日 - 南武鉄道線分倍河原駅 - 立川駅間が開業し、川崎 - 立川間（現在の南武線本線）の営業を開始。
- 1930年（昭和5年）
  - 3月25日 - 南武鉄道線尻手駅 - 浜川崎駅間が貨物線として開業。現在の「南武支線」（浜川崎支線）。
  - 4月10日 - 南武鉄道線（現・南武支線）の尻手駅 - 新浜川崎駅（国有化時に浜川崎駅へ統合）間で旅客営業を開始。
- 1940年（昭和15年）10月3日 - 五日市鉄道（立川駅 - 拝島駅 - 武蔵五日市駅 - 武蔵岩井駅間他）を合併。
- 1943年（昭和18年）9月8日 - 同じく浅野財閥の鉄道会社である青梅電気鉄道・奥多摩電気鉄道（ともに現在の青梅線）との合併に仮調印。翌年2月1日に「関東電鉄」発足を予定していたが、国有化により実現せず。
- 1944年（昭和19年）4月1日 - 鉄道路線が「南武線」「五日市線」として国有化され、鉄道事業から撤退（同時に立川 - 拝島間は休止[9]）。砂利採取、バス事業を主力とする[10]
- 1954年（昭和29年） - 系列企業であった立川バスが小田急電鉄系列になり、旅客運送事業から撤退。

### 不動産事業者へ転換
- 1966年（昭和41年）10月29日 - 日本セメント株式会社（旧・浅野セメント。現・太平洋セメント）が株式を取得し、同社の関連会社となる[4][5]。
- 1971年（昭和46年）5月 - 南武不動産株式会社に社名変更[5]。
- 1974年（昭和49年）10月1日 - 東京都渋谷区千駄ヶ谷5丁目に「新宿パークホテル」を開業（新宿パークビル。新宿駅南口）[5]。旧本社所在地。
- 1979年（昭和54年）6月 - アサノ不動産株式会社に社名変更[5]。
- 2004年（平成16年）3月 - 株式会社アサノビルサービスを吸収合併[5]。
- 2005年（平成17年）6月 - 太平洋不動産株式会社に社名変更[5]。

#### 本社移転と千駄ヶ谷五丁目北地区第一種市街地再開発事業
- 2013年（平成25年）12月 - 新宿パークホテルの閉館を同ホテル公式サイト上で告知。
- 2014年（平成26年）
  - 3月 - 三菱地所や日本製粉等による「千駄ヶ谷五丁目北地区第一種市街地再開発事業」が都市計画決定[11]。
  - 3月30日 - 新宿パークホテル閉館[5]。
  - 4月28日 - 新宿パークビルの営業を終了し、本社を現在地の西新宿三井ビルディング内へ移転し、発祥地である東京都に戻る[5]。
  - 5月7日 - 新宿パークビルの建物解体工事開始。
- 2015年（平成27年）
  - 3月 - 東京都が千駄ヶ谷五丁目北地区第一種市街地再開発事業を事業計画認可[11]。
  - 3月31日 - 新宿パークビルの建物解体工事完了。再開発事業に参加している日本製粉本社ビル・日本ブランズウィックビルの2棟、及び隣接する農林中金・家の光ビル（高度利用地区指定）も解体された。
- 2016年（平成28年）2月 - 千駄ヶ谷五丁目北地区第一種市街地再開発事業に係る権利変換[11]。